# 吳夢暘
吳夢暘（？—1642年），字允兆，浙江湖州府歸安縣人，明朝詩人。

## 生平
凌濛初的表舅。好吟詩，與茅維、臧懋循、吳稼竳並稱“苕溪四子”。有令譽於當時。晚年曾遊江寧，“徵歌顧曲，齒齲脫落，猶鳴鳴按拍”。崇禎十五年（1642年）為流寇所殺。卒後友人檢其遺稿，多半散失，曾孫吳自巖編為《射堂詩鈔》十四卷。